# Romeo e Giulietta (Carmelo Bene)
Romeo e Giulietta è uno spettacolo teatrale del 1976 diretto, curato e interpretato da Carmelo Bene. Il copione fu scritto in collaborazione con Roberto Lerici e Franco Cuomo. Musiche originali di Luigi Zito. Maestro d'armi: E. Musumeci Greco.

## Trama

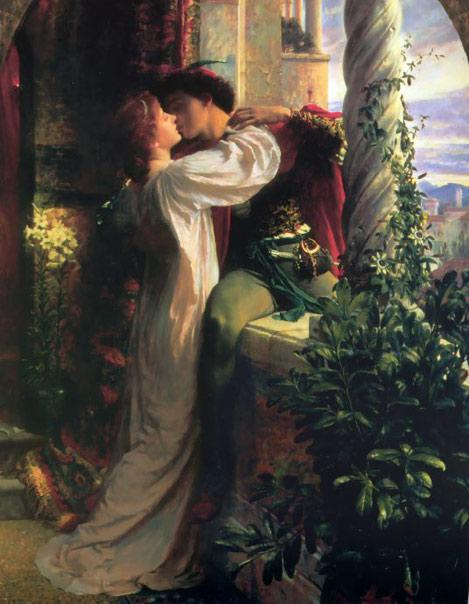
Romeo e Giulietta in un dipinto di Frank Dicksee

Dalla tragedia omonima di William Shakespeare, la storia comprende i protagonisti Romeo Montecchi e Giulietta Capuleti, giovani di due famiglie che si odiano da anni per via di onore. Mercuzio, parente del Principe della Scala, sempre intento a scherzare e a prendere la vita come un gioco pieno di occasioni da afferrare al volo, è il migliore amico di Romeo. Egli infatti lo convince ad andare ad una festa dove Romeo incontra la bella Giulietta e se ne innamora. Tuttavia però il cugino Tebaldo Capuleti non sopporta quell'unione e tanto meno vuole Romeo come parente quando i due si sposano segretamente. Allora egli cerca battaglia con Romeo, che viene difeso in maniera burlescamente eroica da Mercuzio, che finisce ammazzato. Romeo allora si vendica uccidendo Tebaldo e per questo viene condannato in contumacia, mentre Frate Lorenzo che lo ha sposato con Giulietta pianifica una trovata per farli riunire.
Tuttavia un equivoco fa sì che Romeo non capisca una finta morte di Giulietta, nel frattempo promessa sposa al Principe Paride, così si prepara a morire. Giulietta, addormentatasi mortalmente con un infuso prezioso di Frate Lorenzo, viene condotta nella cripta di famiglia, dove viene raggiunta da Romeo che si uccide. Giulietta si risveglia non appena Romeo spira e così si uccide a sua volta per raggiungere il suo amore.

## Romeo e Giuliettaa Parigi
Carmelo Bene portò a Parigi questo suo spettacolo teatrale. Già molto apprezzato in Francia per la sua produzione cinematografica, Carmelo Bene, con Romeo e Giulietta (sei repliche) insieme alla seconda edizione di S.A.D.E. (undici repliche) ottiene un successo grandioso. A Parigi avrà modo di conoscere Jean-Paul Manganaro e altri intellettuali francesi con i quali intesserà rapporti duraturi e proficui. Nella capitale francese frequenta Gilles Deleuze, Pierre Klossowski, Michel Foucault, conosce Jacques Lacan ed altri.